# Steve Sewell
Steven Edward Sewell (San Francisco, 2 aprile 1963) è un ex giocatore di football americano statunitense che ha militato nel ruolo di running back nella National Football League (NFL).

## Carriera
Al college Sewell giocò a football a Oklahoma. Fu scelto dai Denver Broncos nel corso del primo giro (ventiseiesimo assoluto) del Draft NFL 1985. Vi giocò per tutta la carriera fino al 1992 raggiungendo tre volte il Super Bowl, venendo sempre sconfitto. Chiuse la carriera con 917 yard corse, 2.354 ricevute e 26 touchdown totali (13 su corsa e altrettanti su ricezione).

## Palmarès
- American Football Conference Championship: 3

Denver Broncos: 1986, 1987, 1989